# Río Psékups
El río Psékups (del ruso: Псекупс) es un río del krai de Krasnodar y de la república de Adiguesia, en Rusia, afluente por la izquierda del río Kubán. En su valle se encuentra la ciudad-balneario de Goriachi Kliuch. 

## Geografía

Mapa del río Kuban del que el río Psékups es uno de sus afluentes en su curso medio

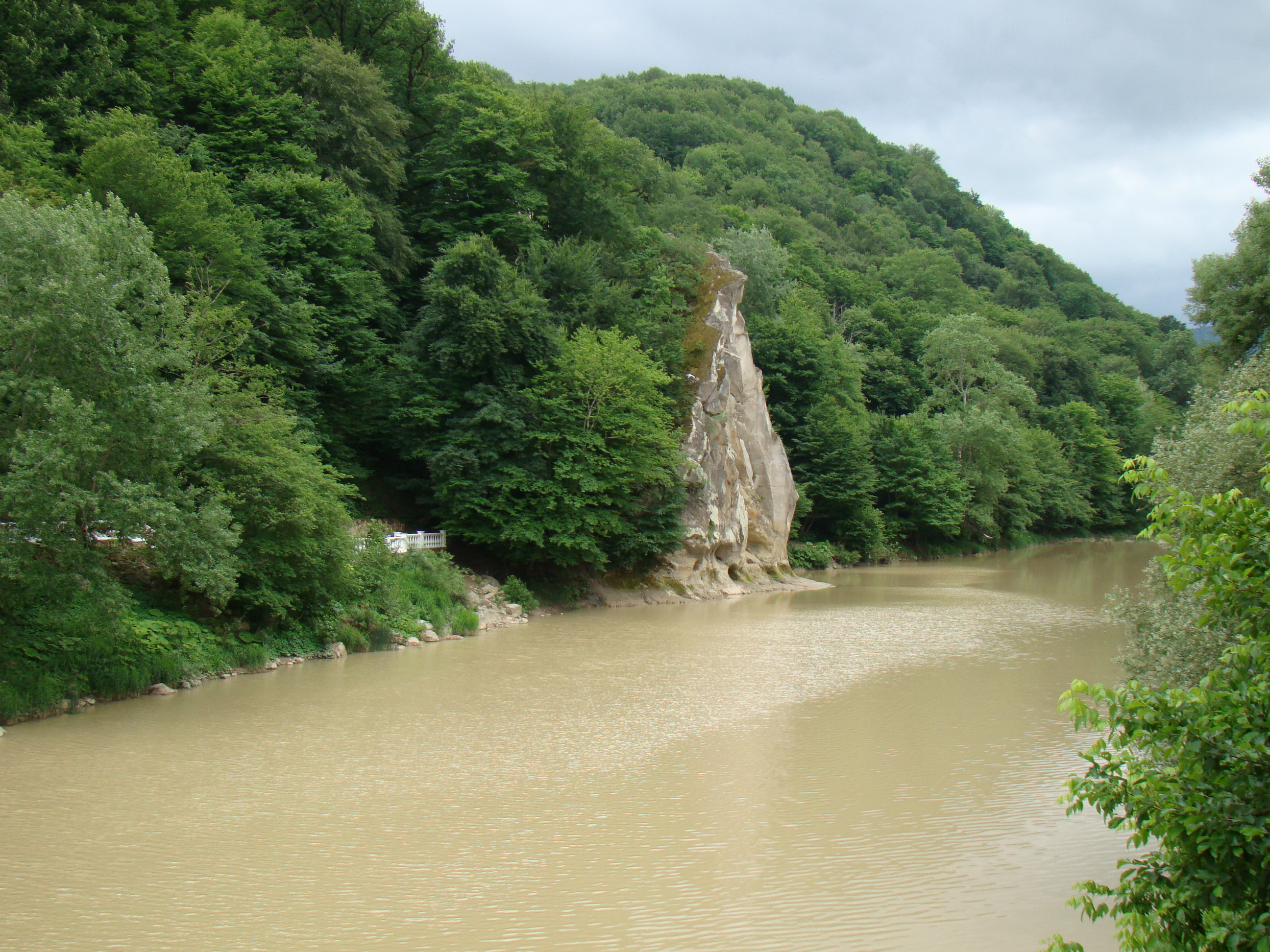
El río alrededor de Goriachi Kliuch

Tiene una longitud de 146 km, con una cuenca de 1.430 km². Nace en las vertientes septentrionales del Gran Cáucaso, en la ladera occidental del monte Lisói (974 m). Desemboca en la orilla izquierda del río Kubán (en el embalse de Krasnodar), enfrente de un  suburbio oriental de Krasnodar.
El valle del Psékups en la parte montañosa de la cuenca es bastante estrecho y cubierto por bosques frondosos. La corriente del río es rápida. Antes de llegar a la localidad de Goriachi Kiuch, en una serie de los lugares el valle del río se ensancha. Pasa a través de Volchi entre las cordilleras de Koth y Pshaf, tras lo que el perfil del valle se suaviza, se ralentiza la corriente.
En su curso inferior pasa por las llanuras bajas y sus orillas están parcialmente terraplenadas.
El Psékups tiene numerosos pequeños afluentes de montaña por ambas orillas, de los que los más importantes son el Chepsi y el Kaverze. Las principales localidades por las que pasa son Psékups, Goriachi Kliuch y Sarátovskaya.

## Hidrología
El río tiene una alimentación proveniente predominantemente de las precipitaciones atmosféricas aunque también de las aguas subterráneas.  Los niveles del agua en el río y su caudal sufren fuertes cambios durante el año (el caudal medio del agua está cerca de los 20 m³/s, y el máximo cerca de 1000 m³/s). El manto de hielo del Psekups es inestable y breve. 
El agua del río Psékups cerca de las surgentes de aguas sulfurosas tiene, en alguna extensión un característico color verdoso y el olor de azufre. Son exclusivamente pintorescos los alrededores de Goriachi Kliuch. Es navegable.